# Deer River (Minnesota)
Deer River es una ciudad ubicada en el condado de Itasca en el estado estadounidense de Minnesota. En el Censo de 2010 tenía una población de 930 habitantes y una densidad poblacional de 278,14 personas por km².

## Geografía
Deer River se encuentra ubicada en las coordenadas 47°20′28″N 93°47′47″O / 47.34111, -93.79639. Según la Oficina del Censo de los Estados Unidos, Deer River tiene una superficie total de 3.34 km², de la cual 3.34 km² corresponden a tierra firme y (0%) 0 km² es agua.

## Demografía
Según el censo de 2010, había 930 personas residiendo en Deer River. La densidad de población era de 278,14 hab./km². De los 930 habitantes, Deer River estaba compuesto por el 83.76% blancos, el 0.11% eran afroamericanos, el 11.51% eran amerindios, el 0% eran asiáticos, el 0% eran isleños del Pacífico, el 0.11% eran de otras razas y el 4.52% pertenecían a dos o más razas. Del total de la población el 0.32% eran hispanos o latinos de cualquier raza.